# Katsuo Takaishi
Katsuo Takaishi (Prefectura de Osaka, Japón, 14 de octubre de 1906-ídem, 13 de abril de 1966) fue un nadador japonés especializado en pruebas de estilo libre, donde consiguió ser subcampeón olímpico en 1928 en los 4x200 metros.

## Carrera deportiva
En los Juegos Olímpicos de Ámsterdam 1928 ganó la medalla de plata en los relevos de 4x200 metros libre, tras Estados Unidos y por delante de Canadá; y también ganó la medalla de bronce en los 100 metros estilo libre, tras el estadounidense Johnny Weissmuller y el húngaro István Bárány (plata).